# Velrybářský člun

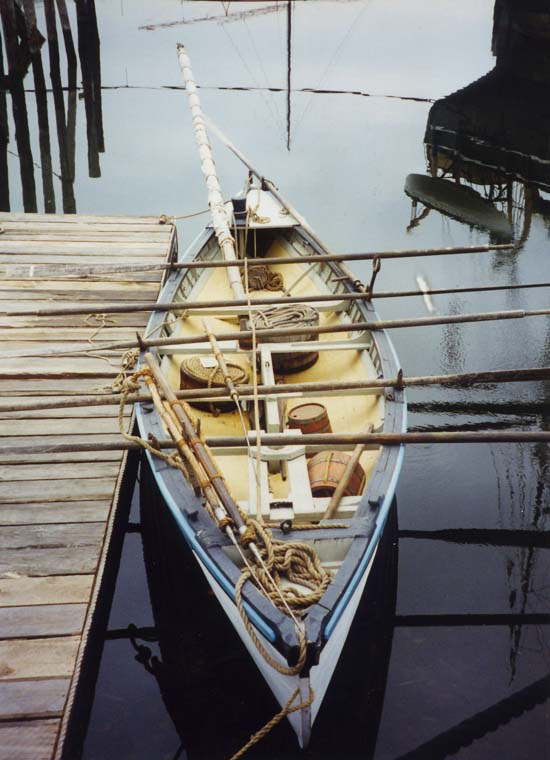
Moderní kopie tradičního velrybářského člunu

Velrybářský člun je typ otevřeného člunu, který je relativně úzký a na obou koncích špičatý, což mu umožňuje vyrovnaný pohyb vpřed a vzad. Původně byl vyvinut pro velrybaření a později se stal oblíbený při pracích podél pobřeží.
Tradičně jsou velrybářské čluny poháněny vesly, i když při chytání velryb se často používá demontovatelný stěžeň a plachta. Po roce 1850 bylo mnoho člunů vybaveno spouštěcí ploutví pro plachtění. Při plachtění je zatáčení umožněno pomocí kormidla; při veslování se zatáčí veslem přidrženým přes záď člunu. Při chytání velryb se k zadní palubě přidělá pevná tyč, okolo níž kormidelník, jakmile je velryba harpunována, pevně obtočí lano harpuny, jehož pomocí velryba táhne člun, dokud není zabita.
Výraz velrybářský člun (whaleboat) může být neformálně použit pro označení velké velrybářské lodě, nebo pro člun používaný pro pozorování velryb.
K velrybářskému člunu bývají přirovnávány i relativně lehké čluny pro přepravu posádky na moderních válečných lodích.